# Bukowno-Osiedle (gromada)
Bukowno-Osiedle – dawna gromada, czyli najmniejsza jednostka podziału terytorialnego Polskiej Rzeczypospolitej Ludowej w latach 1954–1972.
Gromady, z gromadzkimi radami narodowymi (GRN) jako organami władzy najniższego stopnia na wsi, funkcjonowały od reformy reorganizującej administrację wiejską przeprowadzonej jesienią 1954 do momentu ich zniesienia z dniem 1 stycznia 1973, tym samym wypierając organizację gminną w latach 1954–1972.
Gromadę Bukowno-Osiedle z siedzibą GRN w Bukownie-Osiedlu utworzono – jako jedną z 8759 gromad na obszarze Polski – w powiecie olkuskim w woj. krakowskim, na mocy uchwały nr 28/IV/54 WRN w Krakowie z dnia 6 października 1954. W skład jednostki weszły obszary dotychczasowych gromad Starczynów, Bór Biskupi i Podlesie oraz przysiółki Polis i Podpolis z dotychczasowej gromady Żurada ze zniesionej gminy Bolesław w tymże powiecie. Dla gromady ustalono 27 członków gromadzkiej rady narodowej.
1 stycznia 1958 gromadę Bukowno-Osiedle zniesiono w związku z nadaniem jej statusu osiedla (prawa miejskie od 18 lipca 1962 z równoczesną zmianą nazwy na Bukowno).